# Philadelphus koreanus
Philadelphus koreanus är en hortensiaväxtart som beskrevs av Takenoshin Nakai. Philadelphus koreanus ingår i släktet schersminer, och familjen hortensiaväxter. Inga underarter finns listade i Catalogue of Life.